# Cassina de' Pecchi (metrostation)
Cassina de' Pecchi is een metrostation in de Italiaanse gemeente Cassina de' Pecchi dat werd geopend op 5 mei 1968 en wordt bediend door lijn 2 van de metro van Milaan. 

## Geschiedenis
In 1959 werd een plan goedgekeurd om de interlokale tram tussen Milaan en het Addadal buiten de stad op vrije baan te brengen in verband met toenemende hinder van het overige wegverkeer. De oosttak zou vijf stations krijgen waaronder Cassina de' Pecchi en tussen 1962 en 1968 gebouwd. Op 5 mei 1968 ging de sneltramdienst op de vrije baan van start. Op 4 december 1972 werd de vrije baan onderdeel van de metro en verdwenen de sneltrams langs Cassina de' Pecchi.

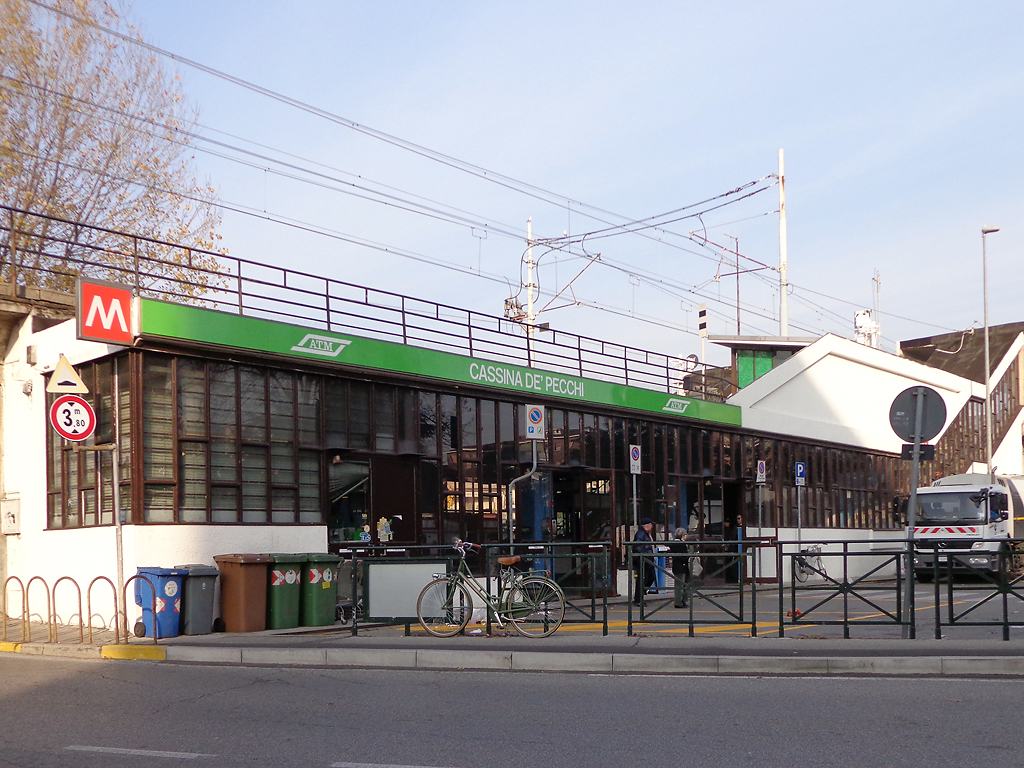
De stationshal op de begane grond.
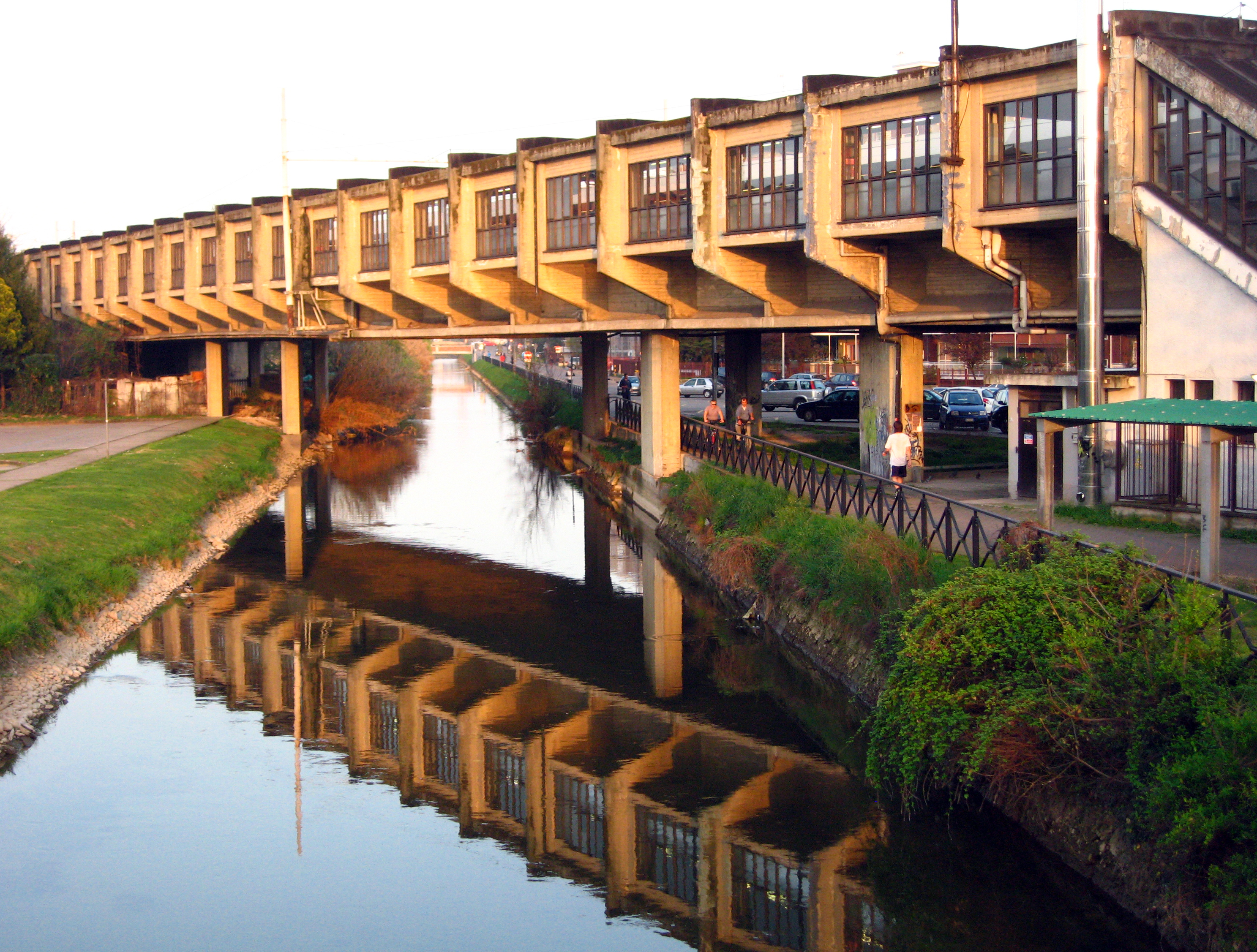
Het station gezien uit het westen.
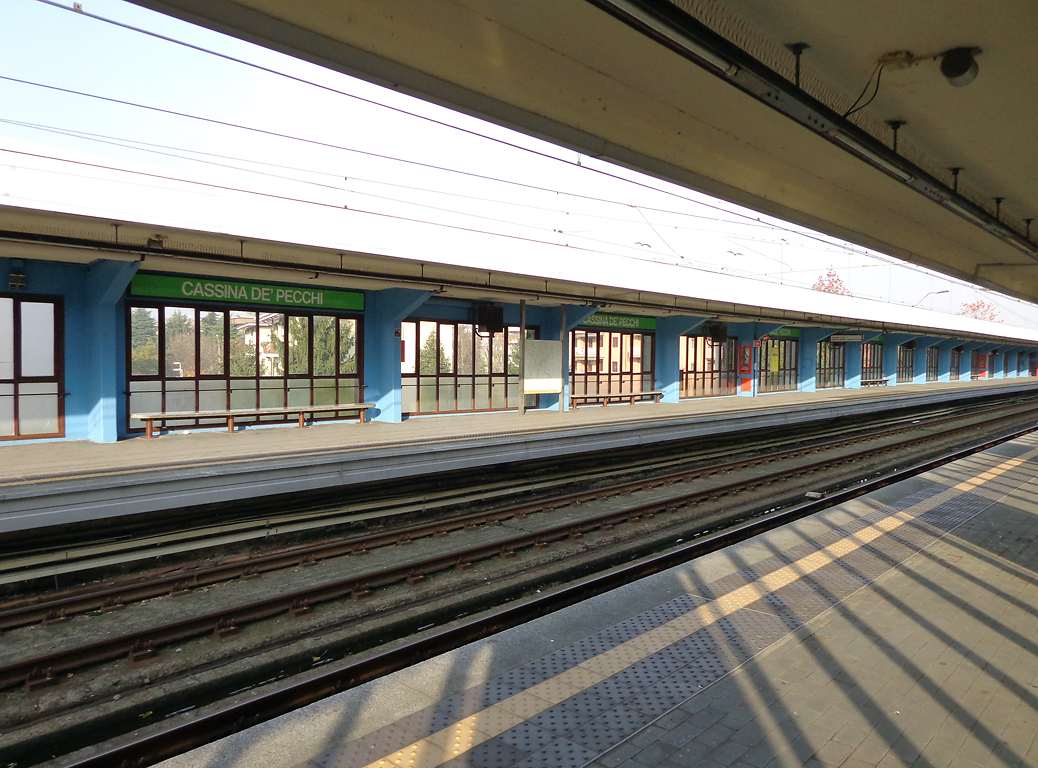
Perrons en sporen op het viaduct

## Ontwerp en inrichting
Het viaductstation vormt een uitzondering in het Milanese net en de ligging boven een waterweg is zelfs wereldwijd een zeldzaam verschijnsel. Ingenieur Silvano Zorzi ontwierp het 144 meter lange viaduct over het Naviglio della Martesana, het kanaal tussen Milaan en de Adda, voor de kruising van de lijn en het kanaal bij Cassina de’ Pecchi. De perrons werden eveneens op het viaduct geplaatst en de stationshal kwam op de zuidelijke oever aan de westkant van het viaduct.    
De stationshal is voorzien van een bar, toiletten en kaartautomaten, de verbinding met de perrons bestaat uit vaste trappen zodat het station niet toegankelijk is voor rolstoelgebruikers. Op het stationsplein zijn parkeerplaatsen voor overstappers te vinden. In verband met de ligging buiten Milaan zijn de interlokale tarieven van toepassing.